# Irineu Joffily (jornalista)
Irineu Joffily (Pocinhos, 15 de dezembro de 1843 — Campina Grande, 7 de fevereiro de 1902) foi um jornalista brasileiro. 
Exerceu ainda as funções de advogado, juiz de direito, deputado provincial e também enveredou, como historiador, pelos estudos da geografia, história e etnografia, publicando em 1892 o livro Notas sobre a Parahyba e, em 1893, Synopsis das Sesmarias da Capitania da Parahyba comprehendendo o territorio de todo o Estado do mesmo nome e parte do Rio Grande do Norte. Como empreendedor fundou o jornal «Gazeta do Sertão».
Filho do pecuarista José Luís Pereira da Costa e Isabel Americana de Barros, Joffily nasceu na fazenda Lagedo, em Pocinhos, sendo descendente direto pela linha paterna dos primeiros povoadores dos sertões paraibanos, os Oliveira Ledo. Iniciou seus estudos, aos 12 anos, no Colégio do Padre Rolim, em Cajazeiras.
Irineu foi nomeado promotor público de São João do Cariri em 1867 e, no ano seguinte, juiz municipal de Campina Grande. Ainda em 1868, se elegeu deputado provincial pelo Partido Liberal, no qual militaria até o final do Império. Foi eleito deputado geral em 1889, o que lhe daria o direito de tomar posse na Câmara dos Deputados, em 20 de novembro daquele ano, no Rio de Janeiro, a posse foi impedida pela Proclamação da República, que ensejou a volta de Joffily a sua terra natal.
Joffily foi enterrado após seu falecimento no cemitério do Monte Santo, em Campina Grande. Em sua homenagem, foi dado seu a nome a uma rua da referida cidade.
Dentre os seus descendentes estão: Irineu Joffily (político), João Irineu Joffily (arcebispo), José Joffily Bezerra de Mello (político), José Joffily Filho (cineasta), Felipe Joffily (cineasta), Bernardo Joffily (jornalista).